# Championnats d'Europe de taekwondo 1998
Navigation
Édition précédente Édition suivante
Les championnats d'Europe de taekwondo 1998 ont été organisés en 1998 à Eindhoven, aux Pays-Bas. Il s'agissait de la douzième édition des championnats d'Europe de taekwondo.